# M1150 (інженерна машина)
M1150 (англ. M1150 Assault Breacher Vehicle, AVB —«штурмова машина розгородження») — американська інженерна машина розгородження на основі танка M1 Abrams.
Призначена для знешкодження мін і вибухівок на базі шасі M1 Abrams, оснащена мінним плугом та зарядом лінії розмінування. Перше широкомасштабне використання морською піхотою США відбулося в спільній операції Міжнародних сил сприяння безпеці під час операції «Моштарак» у південному Афганістані під час війни в Афганістані в 2010 році проти Талібану.[джерело?]

## Історія
M1150 є третім проєктом важкої інженерної машини на шасі «Абрамса» після Panther II і Grizzly. Перша була дистанційно керованою, друга поєднувала в собі можливості ІМР і БРЕМ, однак ці системи виявились занадто дорогими. Розробка AVB розпочалась 2002 року після закриття програми Grizzly. 2008 року розробка завершилась і машину прийняли на озброєння з номенклатурним позначенням M1150. Машину створювали за ініціативою морської піхоти.

## Опис

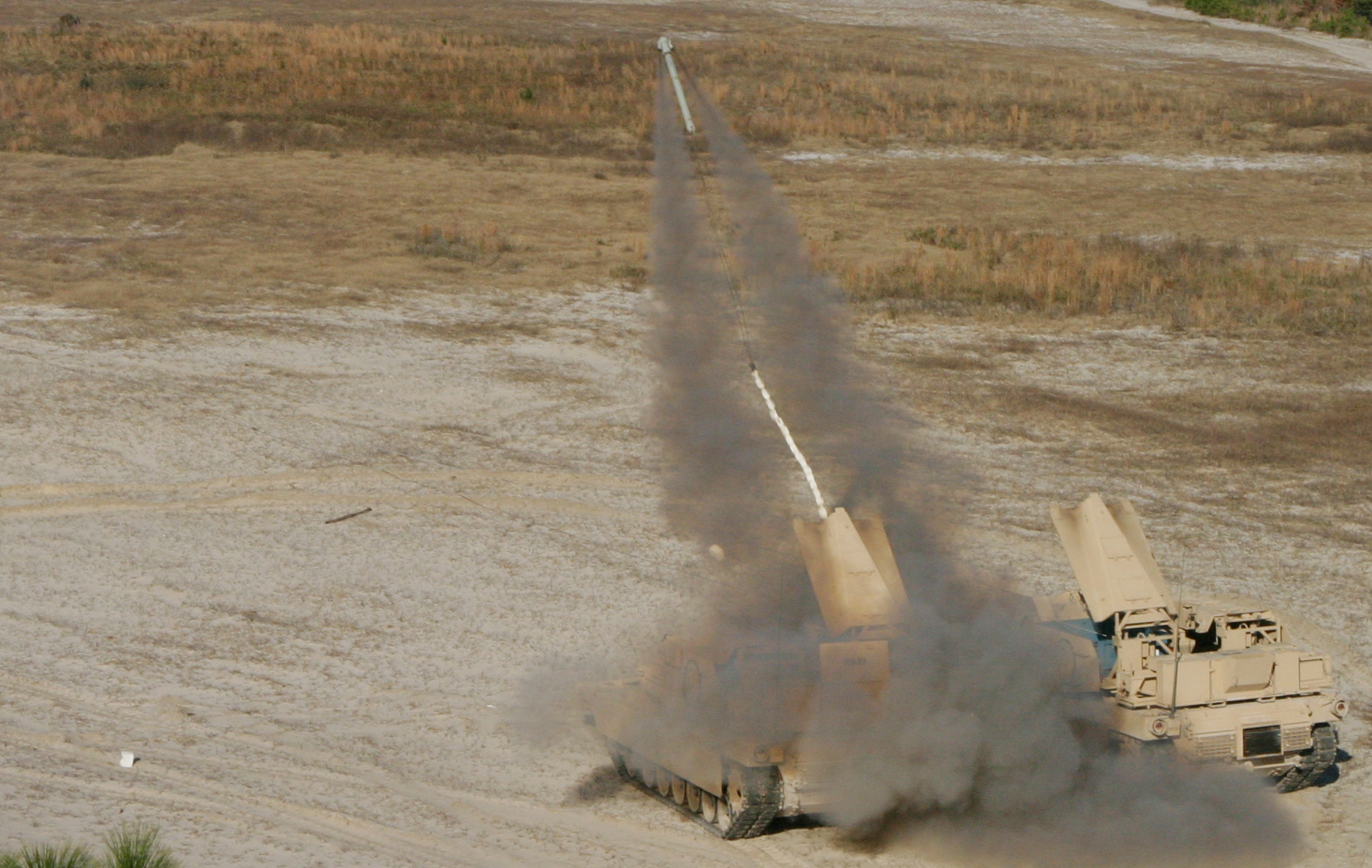
Відстрілювання зарядів для розмінування

Виготовлення відбувалось шляхом переобладнання вживаних танків M1A1. Для цього демонтується башта, боєукладка та низка інших елементів та встановлюється броньована рубка. Екіпаж складається з двох осіб: механіка-водія та командира.
Рубка має кути горизонтального повороту 90° праворуч і ліворуч. У її передній частині розташоване робоче місце командира з командирською башточкою та кулеметом M2HB. Командир має чотири камери спостереження та обертовий електронно-оптичний блок з телевізійною і тепловізійною камерами. В задній частині рубки розташовані два комплекти системи дистанційного розмінування М58А3 MICLIC, що створює прохід у мінному полі завдовжки близько 100 м і завширшки 8 м шляхом відстрілювання ракети з прикріпленим до неї видовженим зарядом. Перезарядка здійснюється за допомогою люків у бортах, за допомогою спеціального автомобіля M985A1R.
У передній частині корпусу розташований гідравлічний механізм HLA (High Lift Adapter), на який встановлюється різноманітне обладнання. Механізм має можливість екстреного скидання без виходу екіпажу з машини. Основним засобом розмінування є ножовий трал FWMP (Full Width Mine Plough) розробки британської компанії Pearson Engineering, який забезпечує прохід завширшки 4,5 метра. Глибина занурення складає 36 см. Також може встановлюватись бульдозерний відвал.

Позначення проходів у мінних полях відбувається за допомогою маркерів, що містяться в двох блоках у кормі машини й відстрілюються пневматичним механізмом. Маркери мають довжину 1 м, можуть мати прапорці, світлодіодні або світловідбивні пристрої.

## Бойове застосування

### Операція «Гнів Кобри»
Вранці 3 грудня 2009 року вперше сапери були використані в бою, коли морські піхотинці прорвалися до укріпленого пункту Талібану в Навзаді під час операції «Гнів Кобри» в провінції Гільменд. Вони рухалися до іншого укріпленого пункту Талібану в місті Марджа, розташованого за 610 кілометрів на південний захід від Кабула, штурм якого був запланований на лютий 2010 року.
11 лютого 2010 року двоє саперів застосували вибухові лінійні заряди в пустелі поблизу Сістані, щоб перевірити оборонні позиції Талібану напередодні операції «Моштерак» під час перекриття маршрутів відступу противника.
13 лютого 2010 року, в перший день операції, сапери 2-го батальйону бойових інженерів морської піхоти США успішно створили безпечні проходи через численні мінні поля, закладені Талібаном навколо Марджі.

### Російське вторгнення в Україну
У листопаді 2023 року машина ABV була представлена в Україні під час церемонії з нагоди Дня ракетних військ і артилерії та Дня інженерних військ.
22 лютого 2024 року M1150 було вперше втрачено в бою під час боїв за Авдіївку. 3 березня ще одну машину M1150 було візуально підтверджено втраченою у бою поблизу села Бердичі, Авдіївка.
Станом на 26 липня 2025 року редактори Oryx Blog знайшли фото чи відео підтвердження безповоротної втрати Україною 2 інженерних машин M1150: 2 машини знищено та 1 була покинута українськими військовими (поточний стан покинутої машини невідомий).

## Оператори

### Чинні оператори
- США
  - Армія США: початково 187 машин. Входять до складу взводів інженерних машин інженерних рот бронетанкових бригадних бойових груп у кількості двох відділень. Кожне таке відділення має 7 осіб, 3 M1150 та 1 M985A1R.[3]
  - Корпус морської піхоти США: початково 52 машини.[3]
- Україна: невідома кількість отримана в рамках МТД, ймовірно, кілька машин. 3 листопада 2023 року машина була помічена в Україні,[15][16] таким чином Україна стала першим іноземним експлуатантом M1150. Відомо про знищення двох одиниць у бою.[3]

### Майбутні оператори
- Австралія: замовлено 29 машин.[3]
- Польща: заплановано закупівлю 25 машин.[3]
- Румунія: схвалено продаж 4 машин.[3]
- Бахрейн: схвалено продаж 8 машин.[3]